# Abraxas sordida
Abraxas sordida là một loài bướm đêm trong họ Geometridae.